# Kastell Drumul Carului
Das Kastell Drumul Carului ist ein römisches Hilfstruppenkastell auf dem Gebiet des zum Gebiet der Gemeinde Moieciu gehörenden Dorfes Drumul Carului im rumänischen Kreis Brașov in der Region Siebenbürgen. In antiker Zeit war es Bestandteil des Dakischen Limes, konkret des Abschnittes Limes Transalutanus (Transalutanischer Limes; Limes jenseits des Olt). Administrativ gehörte es vermutlich zur Provinz Dacia Apulensis. Gemeinsam mit insgesamt 277 Stätten des Dakischen Limes wurde das Kastell Drumul Carului 2024 zum UNESCO-Weltkulturerbe erhoben.

## Lage und Forschungsgeschichte
Das heutige Bodendenkmal befindet sich inmitten des arg zerstreut bebauten Dorfes, dessen Name ins Deutsche übersetzt so viel wie „Karrendorf“ bedeutet, in einer Flur namens Cetate oder Grădişte, keine 100 Meter östlich des Drum național 73 (Nationalstraße 73) und rund 800 m östlich des Tales des Baches Fundata. Das Militärlager ist mit seiner Lage in 1052 Metern über dem Meeresspiegel das am höchsten gelegene Kastell des transalutanischen Limes bei dessen Überquerung der Südkarpaten. Es liegt rund drei Kilometer nordöstlich des Pasul Bran (deutsch: Törzburg-Pass; 1260 m hoch). In antiker Zeit oblag der Besatzung vermutlich die Kontrolle des nördlichen Zugangs zu diesem Pass. Das Gelände ist heute durch einen Gasthof überbaut.
Das Kastell wurde zwar in den späten 1970er und frühen 1980er Jahren zuweilen archäologisch untersucht, es wurde jedoch kaum etwas darüber publiziert.

## Archäologische Befunde
Die Fortifikation hat einen annähernd rechteckigen Grundriss. Ihre Seitenlängen wurden nach Westen hin mit 36 Metern, auf der Südseite mit 40 Metern ermittelt (jeweils auf dem Kamm der Umwallung gemessen), so dass sich eine Fläche von 0,144 Hektar ergibt. Geschützt wurde es durch einen Wall aus lehmiger Erde und auch die Innenbauten bestanden aus Lehm. Es wurde ein einzelnes, nach Westen zum Fundata-Tal hin weisendes Tor gefunden. Das Fundinventar lässt auf eine Belegung in der ersten Hälfte des dritten Jahrhunderts schließen, jüngeres Material fehlt vollständig. Die dort stationierte Einheit ist unbekannt. Die geringe Größe der Fortifikation lässt nur die Vermutung zu, dass es sich um ein Numeruskastell handelt.

## Denkmalschutz
Die archäologische Stätte steht nach dem 2001 verabschiedeten Gesetz Nr. 422/2001 als historisches Denkmal unter Schutz und ist mit dem LMI-Code BV-I-s-A-11276 in der nationalen Liste der historischen Monumente (Lista Monumentelor Istorice) eingetragen. Der entsprechende RAN-Code lautet 41505.01. Zuständig ist das Ministerium für Kultur und nationales Erbe (Ministerul Culturii și Patrimoniului Național), insbesondere das Generaldirektorat für nationales Kulturerbe, die Abteilung für bildende Kunst und die Nationale Kommission für historische Denkmäler sowie weitere, dem Ministerium untergeordnete Institutionen. Ungenehmigte Ausgrabungen sowie die Ausfuhr von antiken Gegenständen sind in Rumänien verboten.